# Charlotte Amalie av Hessen-Wanfried
Charlotte Amalie av Hessen-Wanfried, född 1679, död 1722, var en furstinna av Transsylvanien som gift med Frans II Rákóczy. 
Hon gifte sig med Frans II år 1694 och fick fyra barn med honom. Maken arresterades av kejsaren 1701 för att han vägrade lämna hennes sjuksäng. Hon hjälpte honom sedan att rymma från fängelset i Wien, och placerades då av kejsaren själv i arrest. Efter frigivningen levde hon mest vid hovet i Warszawa. 